# Toponimi latini dei comuni della provincia di Prato
Questo elenco comprende i toponimi latini dei comuni della provincia di Prato effettivamente usati in epoca classica, medievale e moderna.

## Elenco
| Endonimo italiano | Toponimo latino principale | Varianti                               | Antropotoponimo (nome degli abitanti) | Note                        |
| ----------------- | -------------------------- | -------------------------------------- | ------------------------------------- | --------------------------- |
| Prato             | Pratum -i                  | Paratum -i, Prata -orum, Bisentia - ae | Pratenses                             | Vedi anche: Storia di Prato |
| Cantagallo        | Cantagallus -i             | Castrum Cantagalli                     | Cantagallenses                        |                             |
| Carmignano        | Carminianum -i             | Carmignanum -i                         | Carminianenses                        |                             |
| Montemurlo        | Mons Murlus                | Mons Murulus                           | Montemurulenses                       |                             |
| Poggio a Caiano   | Carianum -i                | Podium Cariani, Podium ad Carianum     | Carianenses, Podienses                |                             |
| Vaiano            | Varianum -i                | Varianus -i                            | Varianenses                           |                             |
| Vernio            | Castra Hiberna             | Vernius -ii                            | Verniates, Hiberniates                |                             |